# Szalmásy Tamás
Szalmásy Tamás (Pápa, 1946. május 6. – 2008. július 4.) labdarúgó, csatár, edző, sportvezető.

## Pályafutása

### Sportvezetőként
1979 és 1981 között a Videoton labdarúgó-szakosztályának technikai vezetője, 1981 és 1987 között ügyvezető elnöke, 1988 és 1990 között a szakosztály vezetője, 1991-től az utánpótlásért felelős vezető volt. 1987 és 1990 között az NB I-es liga elnökhelyettese, 1989 és 1990 között az MLSZ elnökségi tagja volt.

## Sikerei, díjai
- Magyar bajnokság
  - 2.: 1975–76